# Hujia
Hujia (chinesisch 胡笳, Pinyin hújiā) oder kurz jia (笳,  jiā) ist ein historisches Blasinstrument aus Nordwestchina. Es handelt sich um ein zylindrisches Doppelrohrblattinstrument wie die guan, jedoch ohne Fingerlöcher. Wahrscheinlich wurde sie als militärisches Signalinstrument verwendet. 
Die hujia war das Hauptinstrument der traditionellen Ensembleform „Trommel- und Blasmusik“ (鼓吹乐,  gǔchuīyuè, mit gǔ, „Trommel“) in der Zeit der Han-Dynastie (206 v. Chr. – 220 n. Chr.) und Wei-Dynastie (220–265).